# Ximena Restrepo
Ximena Restrepo Gaviria (* 10. března 1969 Medellín) je bývalá kolumbijská sprinterka, která se specializovala na 400 metrů.
Časem 49,64 sekund získala bronzovou medaili na 400 metrů na olympijských hrách v roce 1992 v Barceloně, byla to první kolumbijská medaile v atletice. Na Panamerických hrách v roce 1991 získala stříbrné medaile v běhu na 200 a 400 metrů.